# Findling in Misburg

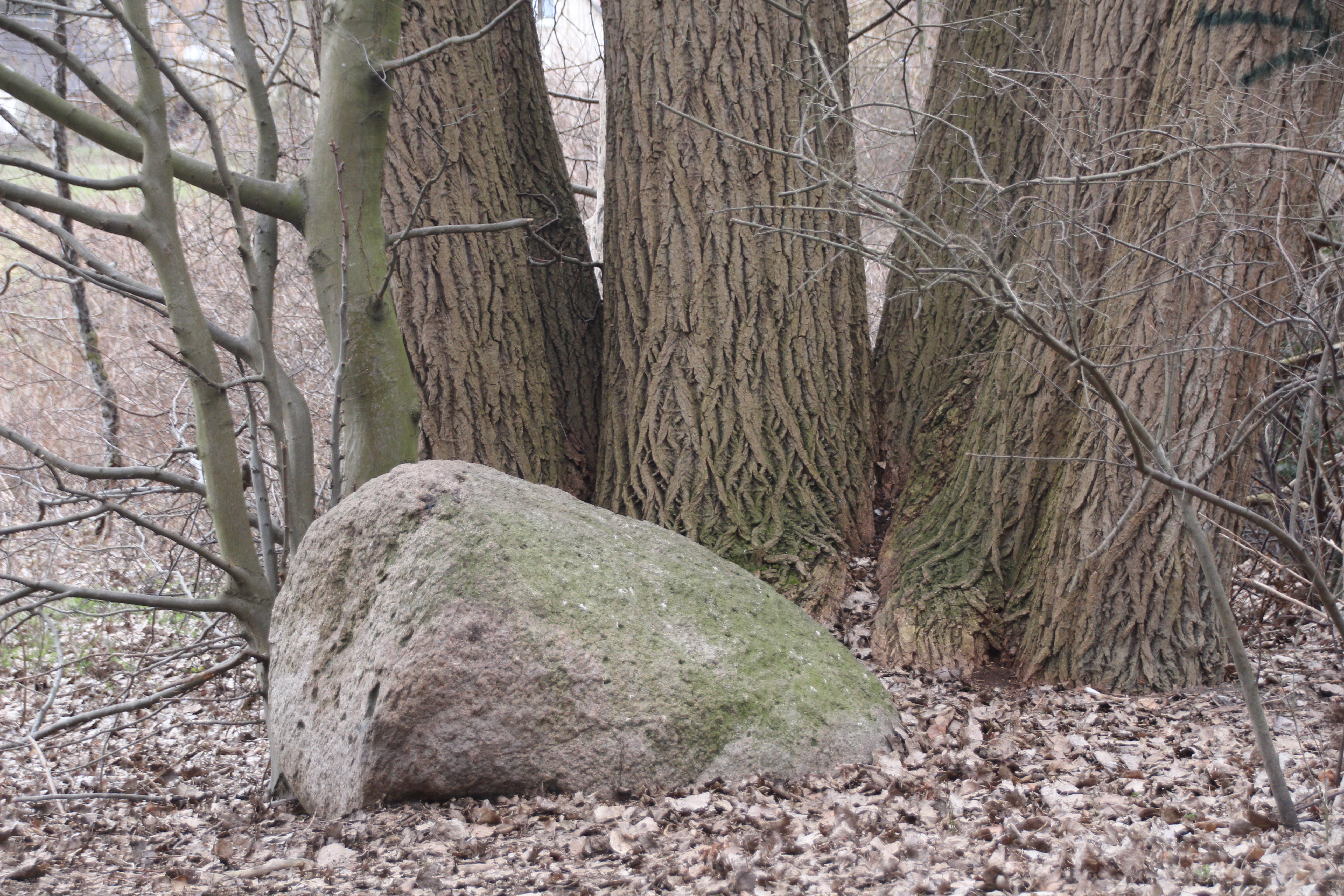
Der Findling am Fuße einer Gruppe von Pappeln

Der Findling in Misburg aus grobkörnigem Granit liegt im hannoverschen Stadtteil Misburg. Der Findling wurde am 20. Oktober 1939 zum Naturdenkmal erklärt und wird unter der Nummer (ND-H 221) (früher ND-HS 12) geführt.
Die für die Aufgaben der unteren Naturschutzbehörde zuständige Region Hannover legte 2010 in einer Sammelverordnung die Naturdenkmale in ihrem Gebiet neu fest und begründete die Unterschutzstellung für den Findling mit dieser Beschreibung:
Findling aus grobkörnigem Granit unter einer Pappelgruppe. Breite 1,20 m; Höhe 0,90 m; Länge 1,60 m
und nannte als Schutzzweck
Es handelt sich um ein schützenswertes geowissenschaftliches Objekt.

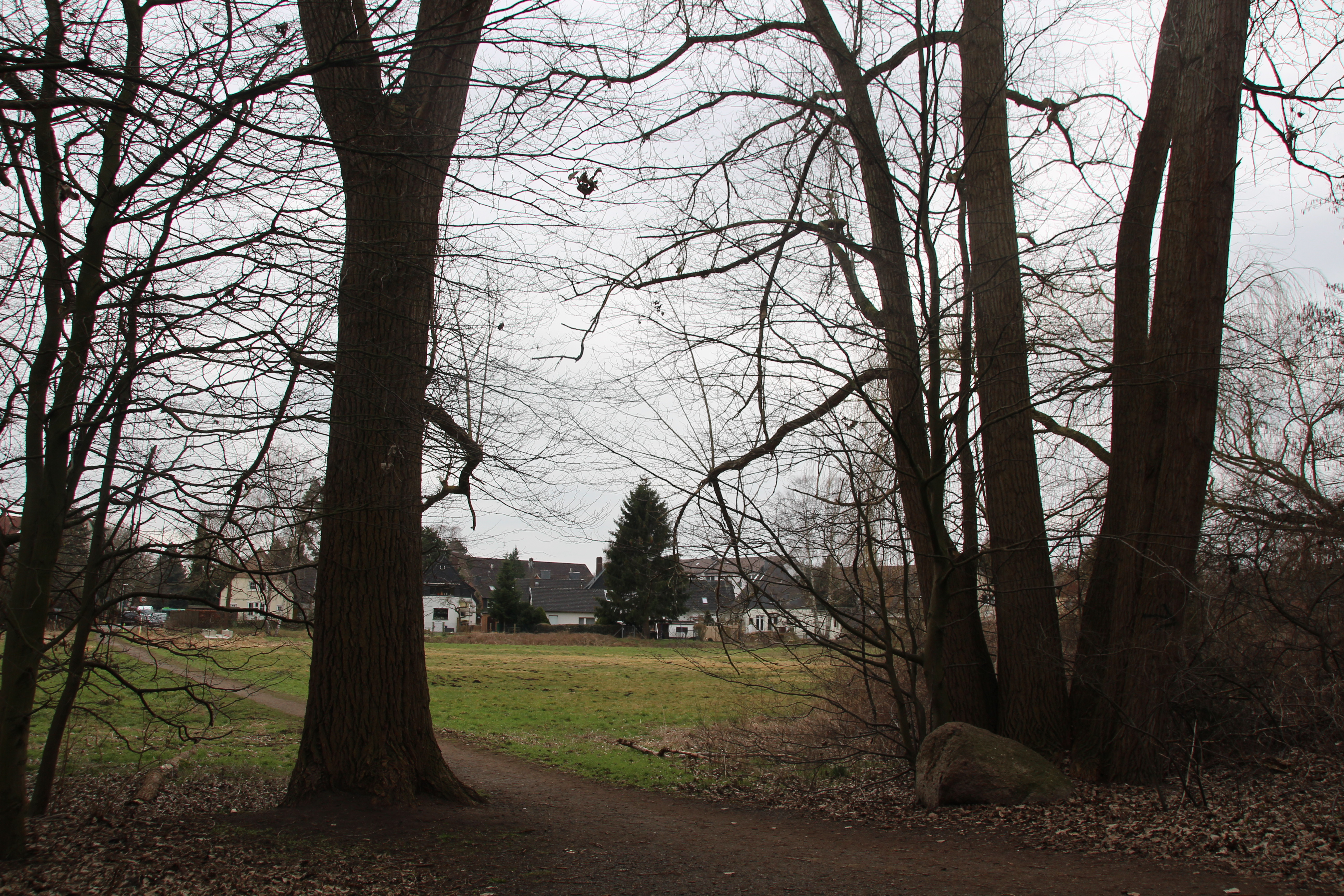
Offene Fläche zwischen Bebauung und dem Misburger Wald, rechts der Findling

Den Standort beschreibt die Verordnung:
Nördlicher Ortsrand von Misburg ca. 100 m nördlich der Brücke über den Wietzegraben in Verlängerung des Findstellenwegs.
und nennt diese Flurdaten: Hannover, Misburg, Flur 9, Flurstück 94/7.
Der Stein liegt am nördlichen Rand einer offenen Fläche zwischen dem Ende der vom Wietzegraben begrenzten Bebauung mit Einfamilienhäusern entlang der Straße Am Flöth und dem Misburger Wald direkt neben einem Weg, der über eine nahe hölzerne Brücke über einen Bach führt. Dieser mündet etwa 200 m weiter westlich in den Wietzegraben.
Neben dem Stein war eine kleine Informationstafel aufgestellt, die im Jahr 2017 noch vorhanden war. Nach den Informationen auf dieser Tafel sei dieser Findling bereits am 20. Oktober 1939 zum Naturdenkmal erklärt worden. Der Findstellenweg habe seinen Namen von diesem Findling erhalten. Die Tafel gab weiter an, der Durchmesser betrage 1,6 m. Der Findling aus großkörnigem Granit zeige eiszeitlich bedingte Erscheinungsformen.